# Los Cerritos (Venezuela)
Pour les articles homonymes, voir Los Cerritos et Cerrito.
Los Cerritos est un village du Venezuela situé dans la division territoriale et statistique de Capitale Maneiro de la municipalité de Maneiro sur l'île de Margarita dans l'État de Nueva Esparta.

## Étymologie
Son nom provient de l'espagnol cerrito, diminutif de cerro signifiant « montagne » ou « colline », en raison des collines qui entourent le village.

## Commodités
Ce village possède une station d'essence, une école, une église et son cimetière. Il se situe à proximité de Centro Sambil.

## Festivités
Chaque année, Los Cerritos célèbre la procession du Nazaréen.

## Villes à proximité
- Atamo du Nord et du Sud, La Asunción et Pampatar.

## Sites d'intérêt
- Plaza de Los Cerritos
- Église du Nazaréen